# Merca, Somalia
Merca   este un oraș  în  Somalia, port la Oceanul Indian.